# محصولات نهایی گلیکاسیون
محصولات گلیکاسیون پیشرفته(AGEs) پروتئین‌ها یا لیپیدهایی هستند که در اثر قرار گرفتن در معرض قندها گلیکوزه می‌شوند. آنها زیست نشانگرهایی هستند که در پیری و ایجاد یا وخامت بسیاری از بیماری‌های قهقرایی مانند دیابت، تصلب شرایین، بیماری مزمن کلیوی و بیماری آلزایمر نقش دارند. شوربختانه این ترکیبات بسیار پایدار و چسبنده هستند و می‌توانند در بدن تجمع پیدا کنند.

## عوارض

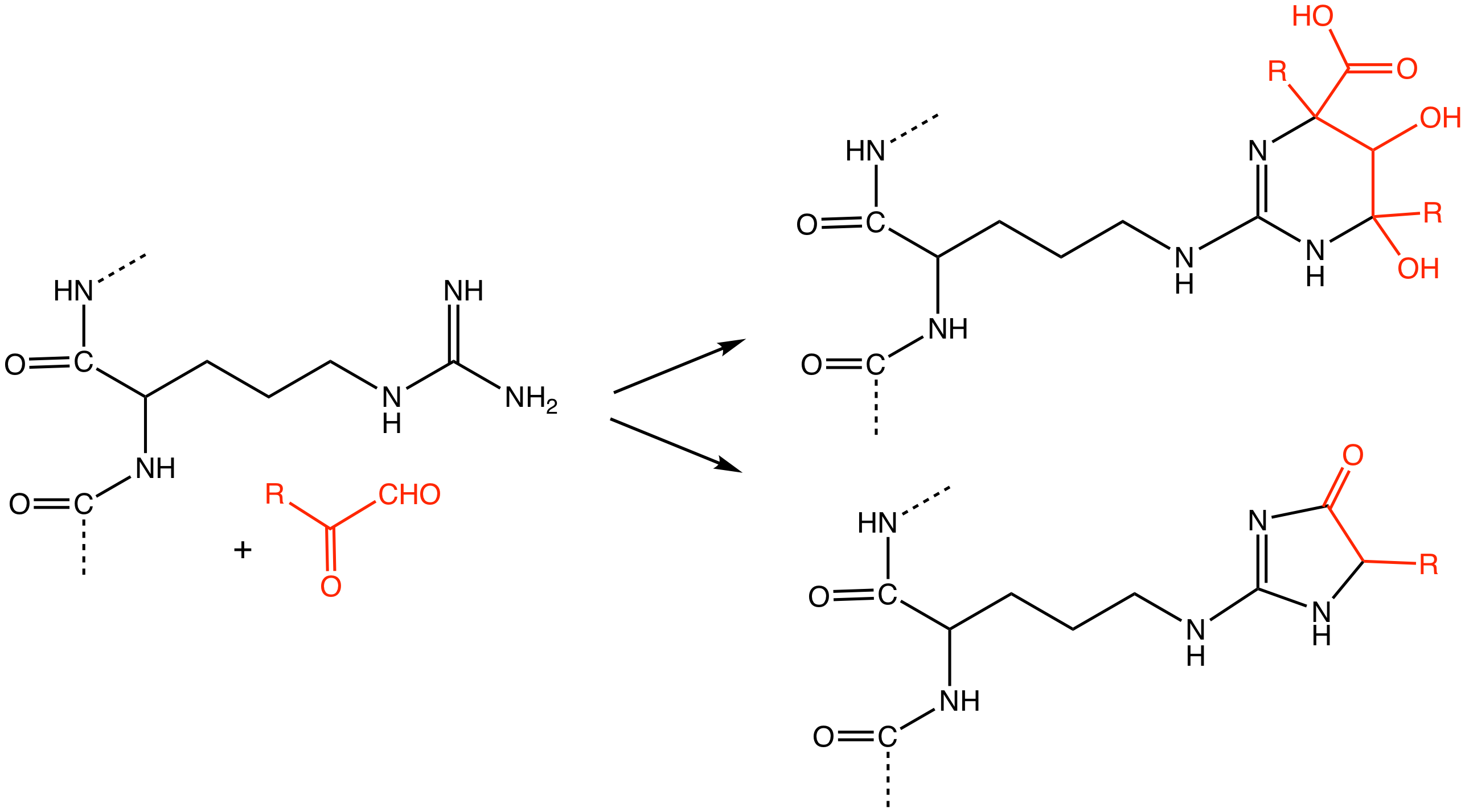
گلیکاسیون اغلب مستلزم تغییر ساختاری گروه گوانیدین از باقی مانده‌های آرژنین با گلیوکسال (R = H)، متیل گلیوکسال (R = Me) و ۳-دی‌اوکسی گلوکوزون است که از سوخت و ساز رژیم‌های غذایی پر کربوهیدرات ناشی می‌شود. به بیان دیگر، نتیجه چنین تغییراتی، پروتئین‌هایی هستند که دیابت را بدتر خواهند کرد.

AGEها تقریباً بر هر نوع سلول و مولکول در بدن تأثیر می‌گذارد و تصور می‌شود یکی از عوامل پیری و برخی بیماری‌های مزمن مرتبط با افزایش سن باشد. همچنین اعتقاد بر این است که آنها نقش مسببی در عوارض عروقی دیابت دارند.
AGEها تحت شرایط آسیب‌شناسی خاصی مانند تنش اکسایشی ناشی از افزایش قند خون در بیماران دیابتی ایجاد می‌شوند. AGEها به عنوان واسطه‌های پیش التهابی در دیابت بارداری نیز نقش دارند.
در زمینه بیماری قلبی عروقی، AGEها می‌توانند باعث ایجاد اتصال عرضی کلاژن شوند که می‌تواند باعث تصلب شرایین و گیر افتادن ذرات لیپوپروتئین با چگالی کم (LDL) در دیواره شریان شود. AGEها همچنین می‌توانند باعث گلیکوزاسیون LDL شوند که می‌تواند باعث اکسایش آن شود. LDL اکسید شده یکی از عوامل اصلی در ایجاد تصلب شرایین است. نیز، AGEها می‌توانند به RAGE (گیرنده محصولات نهایی گلیکاسیون پیشرفته) متصل شوند و باعث تنش اکساینده و همچنین فعال شدن مسیرهای التهابی در سلول‌های درونی رگها شوند.

### امراض دیگر
AGEها علاوه بر دیابت در آلزایمر، بیماری قلبی عروقی و سکته مغزی نقش دارند. سازوکاری که توسط AGEها باعث ایجاد آسیب می‌شود از طریق فرآیندی به نام اتصال عرضی است که باعث آسیب داخل سلولی و مرگ سلولی می‌شود. آنها باعث کدورت عدسی چشم می‌شوند، که باعث آب مروارید می‌شود. ضعف عضلات نیز با AGEها مرتبط است.

## درمان
سه رویکرد درمانی وجود دارد:
1. جلوگیری از تشکیل AGEها
2. شکستن پیوندهای عرضی پس از تشکیل
3. جلوگیری از اثرات منفی AGEها

در پاکسازی بدن، مشخص شده‌است که پروتئولیز سلولی AGEها، پپتیدهای AGE و "فزون‌ورده‌های بدون AGE" تولید می‌کند. این دومی پس از رها شدن در پلاسما می‌تواند از طریق ادرار دفع شود.
با این حال، هیچ عامل شناخته شده‌ای وجود ندارد که بتواند رایج‌ترین AGE، یعنی گلوکزپان را تجزیه کند، که به نظر می‌رسد ۱۰ تا ۱۰۰۰ برابر بیشتر از هر AGE اتصال عرضی دیگری در بافت انسانی موجود است.